# Chinyingi

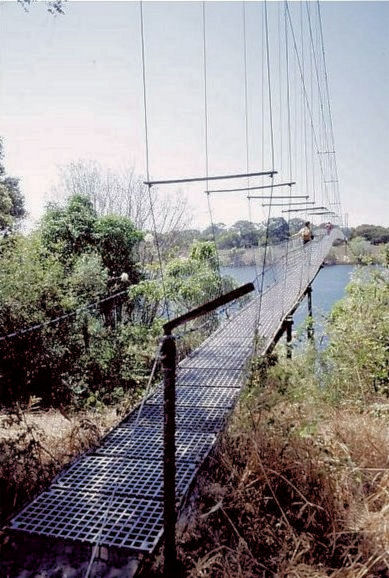
Fußgängerbrücke bei Chinyingi

Chinyingi, auch Chinyingi Mission, ist ein Ort auf dem Westufer am Oberlauf des Sambesi in der Nordwestprovinz in Sambia. Er liegt 1100 Meter über dem Meeresspiegel.

## Infrastruktur
Chinyingi ist eine Kapuzinermission, in deren Umkreis von sieben Kilometern etwa 500 Menschen leben. Die Mission bietet ein Krankenhaus mit 52 Betten und ärztlicher Versorgung sowie eine Schule. Ihr Einzugsgebiet reicht bis in das 60 Kilometer entfernte Zambezi.

## Brücke
In den 1970er Jahren konstruierte der Kapuziner Crispin Baleri eine einfache Hängebrücke für Fußgänger, nachdem er mit ansehen musste, wie vier Menschen ertranken, die einen Kranken ins Krankenhaus bringen wollten. Er sammelte Spenden im Copperbelt und baute die Brücke mit ungelernten Kräften vor Ort. Obwohl Baleri kein Ingenieur war, hält die Brücke immer noch. Die Chinyingi Bridge ist eine von inzwischen zehn Brücken, die sich auf seinem Lauf über 2.574 Kilometer über den Sambesi spannen.